# Rafał Kowalczyk
Rafał Kowalczyk – polski leśnik i ekolog, doktor habilitowany nauk leśnych, profesor nadzwyczajny w Polskiej Akademii Nauk, dyrektor Instytutu Biologii Ssaków PAN, specjalista w zakresie ekologii zwierząt.

## Życiorys
W 1993 ukończył studia w Szkole Głównej Gospodarstwa Wiejskiego w Warszawie. Tam też w 2001 na Wydziale Leśnym uzyskał stopień naukowy doktora na podstawie rozprawy pt. Czynniki kształtujące organizację przestrzenną populacji i aktywność borsuka Meles meles w Puszczy Białowieskiej. W 2013 w Muzeum i Instytucie Zoologii Polskiej Akademii Nauk na podstawie dorobku naukowego oraz rozprawy habilitacyjnej uzyskał stopień doktora habilitowanego. Został profesorem nadzwyczajnym PAN i dyrektorem Instytutu Biologii Ssaków PAN w Białowieży.

## Odznaczenia
- Odznaka Honorowa za Zasługi dla Ochrony Środowiska i Klimatu – 2025[3]